# Korpikå kyrka
Korpikå kyrka är en kyrkobyggnad i Korpikå som tillhör den Västlaestadianska församlingen.

## Kyrkobyggnaden
Kyrkan flyttades från Harsprånget och invigdes på denna platsen 1987. Klockstapeln byggdes under åren 1991-1992.